# Dày sừng
Dày sừng / Keratosis (từ kerat- + -osis)  là sự tăng trưởng của keratin trên da hoặc trên màng nhầy bắt nguồn từ keratinocyte, loại tế bào nổi bật trong lớp biểu bì. Cụ thể hơn, nó có thể nói đến các bệnh sau:
- Dày sừng quang hóa (còn được gọi là keratosis mặt trời)
- Dày sừng sẹo mãn tính
- Dày sừng hydrocarbon
- Dày sừng nang
- Dày sừng bã nhờn